# James Riddick Partington
James Riddick Partington MBE (Bolton, 30 de junho de 1886 — Northwich, 9 de outubro de 1965) foi um químico e historiador da química britânico.